# Sogar Theater
Das Sogar Theater Zürich (Eigenschreibweise: sogar theater) ist ein literarisches Theater im Zürcher Industriequartier im Stadtkreis 5.
Es wird seit 2018 geleitet von der Regisseurin Ursina Greuel und der Literaturveranstalterin Tamaris Mayer.

## Geschichte
Peter Brunner und Doris Aebi eröffneten 1998 im Zürcher Stadtkreis 5 das selbst finanzierte Theater.  Als Bühnenraum diente die ehemalige Kantine in dem Geschäftshaus an der Josefstrasse 106. Das Programm setzte sich aus Theaterliteratur, Adaptionen literarischer Texte, szenischen Lesungen und Musiktheaterproduktionen zusammen. Die Winterthurer Volkart Stiftung, Besitzerin des Gebäudes, unterstützte das sogar theater durch jährliche Betriebsbeiträge. Im Juli 2015 hat die «Dr. Stephan à Porta-Stiftung» die Liegenschaft Josefstrasse 106 erworben und dem sogar theater so den Verbleib im Haus gesichert. Seit 2008 gehört das Theater zu den städtisch subventionierten Bühnen. Es ist fester Teil der freien Zürcher Theaterszene. Das sogar theater ist als Verein organisiert.
Seit Beginn ist das sogar theater ein professionell geführtes Kleintheater ohne eigenes Ensemble. Von Anfang an wurde – neben ausgesuchten Gastspielen – das Schwergewicht auf Eigen- oder Koproduktionen gelegt. Es standen hauptsächlich Ur- oder Erstaufführungen auf dem Programm, für die literarische Stoffe verschiedenster Art adaptiert wurden.
Das sogar theater erhielt mehrere Auszeichnungen, so den Theaterpreis 2000 des Kantons Zürich, den Sozial- und Kulturpreis 2007 der ZFV-Unternehmungen, die Goldene Ehrenmedaille des Kantons Zürich 2017 und den Theater-Anerkennungspreis der Stadt Zürich 2017.
Im Jahr 2019 wurde die Liegenschaft und somit auch das sogar theater umfassend renoviert. Die ehemalige Kantine wurde zu einem professionellen Theaterraum umgebaut. Ein separates Foyer mit Bar ergänzt seither den Theatersaal.
Programm
Das Programm fokussiert auf den spielerisch literarischen Umgang mit Sprache. Der Austausch zwischen Schreibenden, Spielenden und dem Publikum ist ein besonderes Merkmal des sogar theaters. Neben den Theaterstücken gehört eine Spoken-Word-Reihe zum festen Programm.
Mit dem integrativen Langzeitprojekt Projekt „sogar zäme“ wurde ein offener Chor „sogar singen“ ins Leben gerufen, ein multinationales Team aus einheimischen und eingewanderten Kulturschaffenden für den Barbetrieb aufgebaut und einmal pro Saison ein Theaterprojekt mit Quartierbewohnern realisiert.
Für den betrieblichen und den künstlerischen Umgang untereinander wurde ein Manifest verfasst.

## Finanzierung
Das «sogar theater» ist ein von der Stadt Zürich und vom Kanton Zürich subventionierter Theaterbetrieb. Weiter wird es finanziert durch Mitglieder- und Gönnerbeiträge, Ticketeinnahmen, Raumvermietungen und Betriebs- und Produktionsbeiträgen verschiedener privater Stiftungen.